# Heinkel He 42
O Heinkel He 42 foi uma hidroavião construído pela Heinkel, na Alemanha. Serviu como aeronave de treino para futuros pilotos de hidroaviões até ao final da Segunda Guerra Mundial. Ao todo, 213 unidades foram fabricadas.